# 늙은 자전거
"늙은 자전거"는 2015년에 개봉한 대한민국의 영화이다.

## 캐스팅
- 최종원: 최강만 역
- 박민상: 최풍도 역
- 박상면: 복남 역
- 조안: 미자 역
- 춘자: 숙자 역
- 김형범: 창석 역
- 추헌엽: 최길재 역
- 김아현: 사 순경 역
- 강승완: 김 순경 역
- 이승근: 사복형사 역
- 강경덕: 파출소장 역
- 권영민: 민국 역
- 인성호: 동만 역
- 김희진: 상길 역
- 정아미: 순대집 아줌마 역
- 이지현: 풍도 선생님 역
- 김민성: 후드티남 역
- 이한솔: 간호사 1 역
- 금지원: 간호사 2 역
- 한강호: 경찰관 1 역
- 이미소: 군청 여직원 역